# Tom Foley
Thomas Stephen "Tom" Foley (Spokane, Washington; 6 de marzo de 1929 - Washington D. C.; 18 de octubre de 2013) fue un abogado y político estadounidense que se desempeñó como el 57.º presidente de la Cámara de Representantes de Estados Unidos entre 1989 y 1995. Miembro del Partido Demócrata, representó al 5.° distrito congresional de Washington durante treinta años (1965–1995). Fue el primer presidente de la Cámara desde Galusha Grow en 1862 en ser derrotado en una campaña de reelección.
Nacido en Spokane, Washington, Foley asistió a la Universidad de Gonzaga y siguió una carrera legal, después de graduarse de la Facultad de Derecho de la Universidad de Washington en Seattle. Se unió al personal del senador Henry M. Jackson, después de trabajar como fiscal y asistente del fiscal general. Con el apoyo de Jackson, Foley ganó las elecciones a la Cámara de Representantes, derrotando al entonces congresista republicano Walt Horan. Se desempeñó como látigo de la mayoría de 1981 a 1987 y como líder de la mayoría de 1987 a 1989. Después de la renuncia de Jim Wright, Foley fue elegido presidente de la Cámara.
El distrito de Foley se había vuelto cada vez más conservador durante su mandato, pero ganó la reelección durante la década de 1980 y principios de la de 1990. En las elecciones de 1994, Foley se enfrentó al abogado George Nethercutt. Nethercutt movilizó la ira popular por la oposición de Foley a los límites de mandato para derrotar al presidente titular. Después de dejar la Cámara, Foley se desempeñó como Embajador de Estados Unidos en Japón de 1997 a 2001 bajo la presidencia de Bill Clinton.